# Bauernkriegspanorama

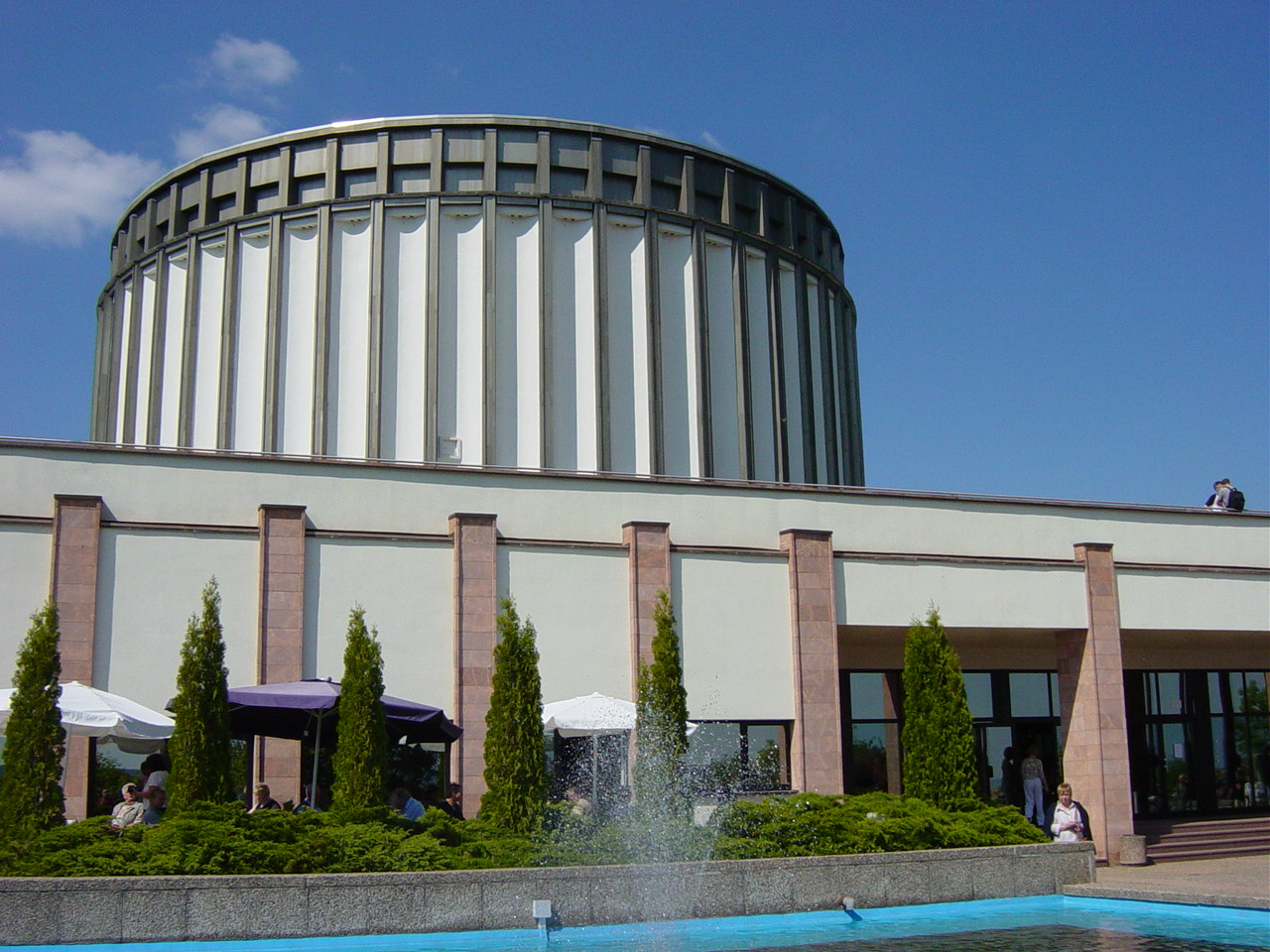
Panorama Museum in Bad Frankenhausen

Das Bauernkriegspanorama ist ein monumentales Panoramabild über den Bauernkrieg mit dem Titel Frühbürgerliche Revolution in Deutschland des Leipziger Malers und Kunstprofessors Werner Tübke. Es befindet sich im Panorama Museum, einem eigens dafür errichteten Gebäudekomplex, auf dem Schlachtberg bei der thüringischen Kleinstadt Bad Frankenhausen am Fuße des Kyffhäusergebirges. Das Werk entstand in den Jahren 1976 bis 1987, ursprünglich zum Gedenken an den Deutschen Bauernkrieg und den Bauernführer Thomas Müntzer. Mit einer Fläche von 1722 m² zählt es zu den größten Panoramen der Welt.

## Daten und Fakten
Der zylindrische Rundbau aus Betonfertigteilen, der das Gemälde umfasst, ist ca. 18 m hoch und hat einen Außendurchmesser von knapp 44 m. Als Architekt wurde Herbert Müller beauftragt, die Grundsteinlegung erfolgte am 8. Mai 1974. Die Stützmauer setzt sich aus 54 vorgefertigten, halbröhrenförmigen Spannbeton-Schalen zusammen und das Dach besteht aus freitragenden, vorgespannten Dreiecks-Betonschalen. Bereits 1975 waren Rundbau und Eingangsgebäude fertiggestellt.
Die Leinwand (und damit das Bild selbst) ist 123 m lang und 14 m hoch. Sie wog unbemalt ungefähr 1,1 t und ist zwischen einem oberen und einem unteren Stahlring mit je knapp 40 m Durchmesser gespannt. Gewebt wurde sie in einem Stück im Textilkombinat Sursk in der Sowjetunion. Der damalige Kulturminister der DDR, Hans-Joachim Hoffmann, der sich sehr für das Projekt einsetzte, hatte die Leinwand persönlich in der Sowjetunion bestellt.
Der ortsansässige Autosattler Günter Hohlstamm nähte die beiden Enden passgenau zusammen und präparierte die Längsseiten für die Ringe. Nach der Aufspannung versah ein sowjetisches Spezialistenteam die Leinwand mit einer Grundierung nach einer alten russischen Geheimrezeptur.
Tübke verteilte auf die 1722 m² große Fläche mehr als 3000 einzelne Figuren, wovon die größten über 3 Meter messen. Die eigentliche Ausführung der Ausmalung dauerte vier Jahre. Daran waren Wolfgang Böttcher, Paul Eisel, Walter Eisler, Michael Gawlik, Felix Heinrichs (1930–2009), Thomas G. Holle (* 1954), Andreas Katzy (* 1957), Edgar Lange (* 1939), Eberhard Lenk, Norfried Pahler (* 1940), Volker Pohlenz, Matthias Steier, Helmut Symmangk, Gerd Weber und Dietrich Wenzel (* 1943) beteiligt. Tübke selbst musste seine Arbeiten zeitweilig unterbrechen und Lenk die Ausführung überlassen, weil die Überanstrengung einen Muskelriss im Daumen hervorgerufen hatte.
Das Bild ist durch einen umlaufenden Graben und Geländer vom Besuchersaal getrennt, um Berührungen und Beschädigungen zu verhindern. Es wird bei den Führungen von einer größeren Zahl von gedämpft leuchtenden Scheinwerfern angestrahlt, während der Saal selbst im Halbdunkel bleibt. Somit kann sich die plastische Wirkung des Rundbildes optimal entfalten.

## Bildmotiv

### Bildbeschreibung
Entgegen den Intentionen der Auftraggeber (siehe Geschichte) schuf Tübke das Abbild einer ganzen Epoche, der Renaissance, das in der Literatur häufig mit „theatrum mundi“ (Welttheater) umschrieben wird. Er beschränkte sich dabei keineswegs auf eine zeitlich oder räumlich genau bestimmbare Momentaufnahme, geschweige denn die getreue Wiedergabe realer historischer Ereignisse, noch auf die schwerpunktmäßige Betonung einzelner Aspekte. Neben den durchaus auch auftretenden historischen Figuren wie Müntzer und Luther hat der Maler eine Vielzahl allegorischer Anspielungen auf Ereignisse (auch anderer Epochen), vor allem aber auf ureigene menschliche Ängste, auf Aberglauben, apokalyptische Vorstellungen und biblische Themen in seiner gewaltigen suggestiven Bildersprache visualisiert. Daneben nahm er zahlreiche Anleihen bei zeitgenössischen Gemälden und Holzschnitten. Außerdem hat er sich selbst, als angesichts der schier übermenschlichen Aufgabe von Selbstzweifeln geplagten Menschen, an einigen Stellen verewigt und damit den Entstehungsprozess seines Werkes dokumentiert.
Das Zentrum der Darstellung – den Ausschnitt, der bei den meisten Abbildungen des Gemäldes wiedergegeben wird – bildet das Panorama der Schlacht von Frankenhausen selbst, mit Thomas Müntzer im Mittelpunkt. Während rings um Müntzer noch die Kämpfe toben, hält dieser die Flagge der Bundschuh-Bewegung bereits gesenkt – er weiß, dass seine Sache verloren ist. Schon nähert sich ihm der Tod mit dem Dudelsack. Müntzer ist hier also nicht der strahlende Held, sondern ein müder, gebrochener Mann.
Durch eine Hecke vom Schlachtgeschehen abgetrennt, hat Tübke im selben Teil des Bildes bedeutende Persönlichkeiten der Zeit um einen Brunnen herum gruppiert, darunter Albrecht Dürer und Martin Luther.
Tübke bezeichnete Albrecht Dürer und Lucas Cranach den Älteren als seine künstlerischen Vorbilder und verband in seinem Stil eigene Techniken mit unverkennbaren Anleihen an die Alten Meister und (speziell für dieses Monumentalwerk) an zeitgenössischer Darstellungsweise. In mehrjähriger Vorbereitung hat er sich mit intensivem Quellenstudium in die Vorstellungswelt und künstlerische Darstellung dieser Epoche zwischen ausgehendem Mittelalter und früher Neuzeit eingearbeitet.
Obwohl es größere Rotunden gibt, gilt Tübkes Werk als einzigartig. Es ist nicht eine bildhaft-dokumentarische Momentaufnahme in der Art eines typischen „Schlachtengemäldes“, sondern kann als metaphorische Gesamtdarstellung in einem Panorama als Prototyp eines eigenen Genres gelten.

### Interpretationen
Es gibt heute zwei verschiedene Interpretationsansätze zu dem Gemälde. Der eine geht davon aus, dass Tübke durch seine Darstellung eine Allegorie auf die zum Scheitern verurteilte DDR geschaffen habe. So wie Thomas Müntzer einsehen muss, dass seine Vision von einer besseren Zukunft für die einfache bäuerliche Landbevölkerung gescheitert ist, so sei auch die Vision der DDR-Führung von einem sozialistischen Staat gescheitert, in dem der Mensch das Maß aller Dinge sei. Eduard Beaucamp, Kunstkritiker der FAZ und einer der frühen Unterstützer von Tübke im Westen, urteilte:
„Das thüringische Bauernkriegspanorama (1976 bis 1987) ist keine didaktische Großillustration, sondern eine historische Parabel menschlicher Irrungen und Wirrungen mit Durchblick auf gesellschaftliche Unruhen, Umbrüche und Glaubenskämpfe der Moderne, auf eine Welt nicht im Aufbruch, sondern im Taumel einer Spätzeit: Weltgeschichte vollzieht sich als Weltgericht.“
„All diesen Auftragsbildern liegt ein tiefer Dissens zum ideologischen DDR-Parteiprogramm zugrunde. Mit der „Erbe“-Debatte ließen sich die Projekte bemänteln und rechtfertigen. In fast allen seinen „Historienbildern“ hat Tübke seine skeptische, ja geschichtspessimistische Anschauung und nicht das Fortschritts-Wunschbild der DDR entfaltet – die Auffassung von einer Wiederkehr des Gleichen, das aber niemals das Gleiche ist.“ (FAZ, 28. Mai 2004)
Die zweite Deutungshypothese geht von einer generellen Vergänglichkeit allen Seins aus – eine Sichtweise, die durch den Charakter des Gemäldes als Rundbild unterstrichen wird. Diese Betrachtungsweise beschränkt sich nicht nur auf den Misserfolg der Bauernaufstände unter Thomas Müntzer – die historische Parallele, auf die man sich in der DDR berief –, sondern generell auf alle gesellschaftlichen Prozesse zu dieser und anderen Zeiten. Nicht nur für Müntzer und seine Bauernheere ist alles verloren, sondern auch für Adel, Kirche und Bürgertum. Gerd Lindner, Direktor des Panorama Museums, deutete das Gemälde 2004 so:
„Ich glaube, das Werk ist zeitlos, weil der Maler ein Geschichtsbild entwickelt hat, das sehr subjektiv ist. Auf den Punkt gebracht könnte man sagen, er zeigt die ewige Wiederkehr des Gleichen, die sozialen Grundprobleme bleiben die gleichen, das ist die Grundaussage des Bildes, dargestellt in einer totalen Form, d. h. in einer Kreisform ohne Anfang und Ende, so dass die Geschichte als Kontinuum erscheint, ohne lineare Höherentwicklung, was im eklatanten Widerspruch zum offiziellen Geschichtsbild der DDR stand.“
Christina Tilmann meinte nach dem Tod Werner Tübkes:
„Es ist ein Karneval, ein Maskenfest, aber auch immer ein zutiefst pessimistischer Totentanz auf den Trümmern der Zivilisation, den Werner Tübke inszeniert. Voller Bewunderung für die Meisterschaft der Vorfahren, aber gleichzeitig durchdrungen von dem melancholischen Bewusstsein, dass diese Blüte der Zivilisation längst vorbei ist, abgelöst durch eine barbarischere Epoche.“

## Geschichte

### Historischer Hintergrund
Seit 1524 kam es in Südwestdeutschland vielerorts zu Aufständen von Bauern, später zusammengefasst unter dem Begriff Deutscher Bauernkrieg, die bald auch auf Thüringen übergriffen. In Nordthüringen war die wichtigste Identifikationsfigur der Bauern der rebellische Prediger Thomas Müntzer (1489–1525), der anfangs die gleichen Ziele wie Martin Luther verfolgte, sich aber später mit den um Rechte kämpfenden Bauern solidarisierte. Er nannte den Reformator in einer Schmähschrift „das geistlose sanftlebende Fleisch in Wittenberg“. Luther, der gewaltsame Umsturzversuche als gotteslästerlich empfand, antwortete 1525 mit dem Pamphlet Wider die Mordischen und Reubischen Rotten der Bawren. Im Mai desselben Jahres wurde in der Schlacht bei Frankenhausen auf dem Schlachtberg, einem Ausläufer des Kyffhäusers, einer der letzten großen Bauernaufstände blutig niedergeschlagen. Müntzer wurde gefangen genommen, gefoltert und hingerichtet.

### Politischer Hintergrund
Offizieller Auftraggeber des Gemäldes war das Kulturministerium der DDR, das damit einen Beschluss des SED-Politbüros vom 9. Oktober 1973 umsetzte. Anfang der 1970er Jahre fand mit dem Ende der Ulbricht-Ära auch ein Wandel der kulturpolitischen Doktrin der SED statt. Mehr Vielfalt und Akzeptanz auch nicht ausschließlich dem Realsozialismus verpflichteter Kunst sollte einerseits das internationale Ansehen heben, andererseits auch die Vereinnahmung historischer Gestalten und Ereignisse als „revolutionäre“ Vorgänger des „ersten sozialistischen Staates auf deutschem Boden“ erleichtern, deren Vermächtnis nun durch die DDR als natürlicher Erbe verwirklicht sei. Thomas Müntzer wurde zum bedeutendsten Frührevolutionär Deutschlands stilisiert, die Bauernaufstände des frühen 16. Jahrhunderts gemäß der geschichtsphilosophischen Auffassungen von Karl Marx zum Teil einer „frühbürgerlichen Revolution“ erhoben, die den Übergang vom Feudalismus zum Frühkapitalismus einleitete. Die Verehrung Thomas Müntzers drückte sich zum Beispiel darin aus, dass er ab 1975 auf der 5-Mark-Banknote der DDR zu sehen war.

### Idee

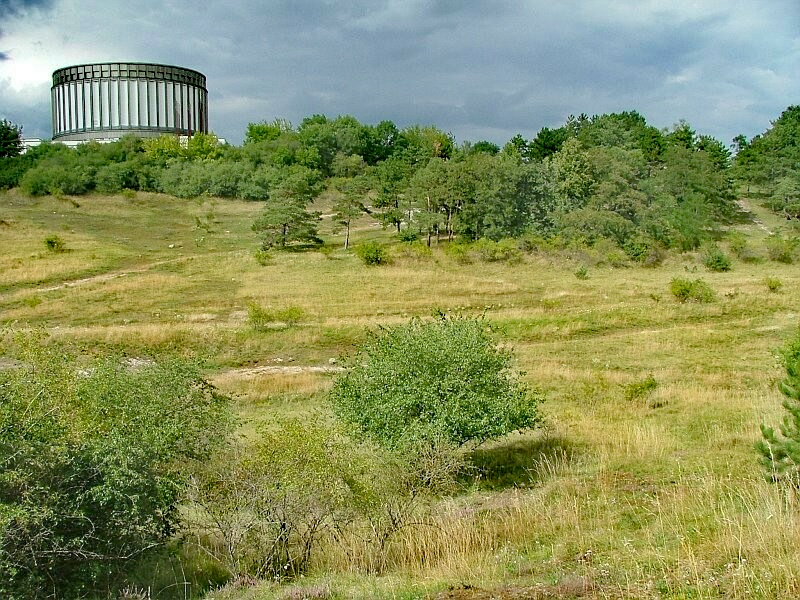
Schlachtberg vor Panorama Museum

Vor diesem Hintergrund plante die SED im Hinblick auf den 450. Jahrestag des Deutschen Bauernkrieges für 1975 ein groß angelegtes Gedenkjahr, um ihrem Alleinanspruch auf Müntzers Erbe gebührenden Ausdruck zu verleihen. Auf einem Plenum der SED 1972 wurde erstmals der offizielle Antrag eingebracht, auf dem Schlachtberg bei Bad Frankenhausen eine Panorama-Gedenkstätte zum Andenken an die dort geschlagene Bauernschlacht und ihren Anführer Müntzer zu errichten. Der SED-Führung schwebte ein monumentales, heroisierendes Schlachtengemälde in der Tradition der typischen Gigantomanie kommunistischer Heldenverehrung vor. Als Vorbild dienten die zahlreichen Panoramagemälde des 19. und frühen 20. Jahrhunderts, insbesondere ein russisches Panoramagemälde, das 1912 zum 100. Jahrestag der Schlacht von Borodino entstanden war und 1962 in einem eigens errichteten Panoramamuseum in Moskau untergebracht wurde.
Nach mehrjährigen Diskussionen, fachlichen Expertisen durch Historiker und Kunstsachverständige, Änderungsvorschlägen, erneuten Debatten usw. entschied der beauftragte Kulturminister, den Streit zu beenden. Entgegen den Vertretern des sozialistischen Realismus gab er nun doch ein von diesen abgelehntes Panoramabild in Auftrag – der zugehörige Bau war bereits in Arbeit.

### Projekt
Für ein solches Vorhaben kamen nur die besten Künstler in Betracht. Konkret wurde der international angesehene Werner Tübke als geeignet erachtet. Tübke nahm den Auftrag nach einiger Bedenkzeit an, stellte aber unmissverständliche Bedingungen: Er bliebe der einzige Auftragnehmer und er würde kein dokumentarisch korrektes Bilddokument einer Schlacht schaffen, sondern ein künstlerisches Monumentalwerk mit umfassender Verallgemeinerung. Vor allem aber habe ihm niemand ins künstlerische Konzept und seine Ausführung hineinzureden. Ohne die Akzeptanz seiner künstlerischen Autonomie würde er nicht malen.
Die Zeit drängte, es war 1975. Tübkes „Ultimatum“, das jedem weniger bedeutenden Künstler der DDR zum Verhängnis hätte werden können, wurde weitgehend akzeptiert. Dadurch entstand das Gemälde nicht im „offiziellen“ Stil des sozialistischen Realismus, sondern in dem von Tübke gepflegten magischen Realismus.

### Ausführung
Der Arbeitsprozess am Projekt erstreckte sich über ein Jahrzehnt. Er war von mehreren Studienreisen Tübkes nach Italien begleitet und wurde vom DDR-Staat großzügig finanziert.
Im Jahre 1976 ließ sich Tübke als Rektor der Leipziger Kunsthochschule beurlauben und begann, parallel zum intensiven Quellenstudium der Renaissancezeit, erste Skizzen und kleinere Bilder als Entwürfe anzufertigen.
Bereits 1978 wurde die Leinwand angeliefert.

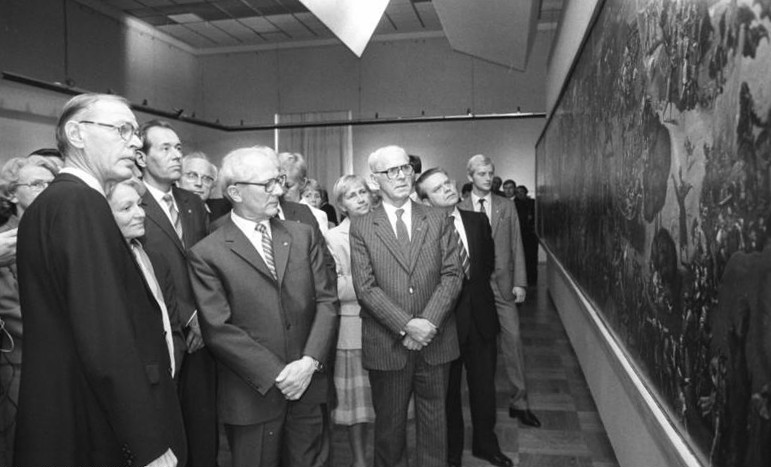
Tübke präsentiert die 1:10-Version des Bauernkriegspanoramas Mitgliedern des Politbüros 1982 im Albertinum. Zu sehen sind unter anderem Margot Honecker (2.v.l.), Joachim Herrmann (3.v.l.) u. Prof. Dr. Lothar Kolditz (r.), Willi Stoph (2.v.r.)

1979 folgte, wie konzipiert und im Vertrag auch fixiert, die Arbeit an der 1:10-Modellfassung, der eigentlichen Originalversion. Das auf fünf Holztafeln von je 2,46 m Länge und 1,39 m Höhe gemalte Werk wurde im Dezember 1988 von der Nationalgalerie der Staatlichen Museen zu Berlin erworben und befindet sich heute noch in Berlin. 1982 spannten und präparierten 54 Arbeiter die Leinwand auf. Danach zeichneten insgesamt fünfzehn Künstler die Konturen aus der Modellfassung auf 900 Quadrate aus Klarsichtfolie, die anschließend fotografiert wurden. Die Fotos wurden mit beweglichen Tageslichtprojektoren im Maßstab von 10:1 auf die Leinwand projiziert und die vergrößerten Konturenzeichnungen mit einer blassen Temperafarbe festgehalten. Diese Arbeit beanspruchte drei Monate. Die fünfzehn Künstler absolvierten im folgenden Jahr eine Art Training, bei dem sie Tübkes Stil exakt kopieren lernen und sich zudem durch Übertragung von Vorstudien auf immer größere Flächen die Technik für die Großleinwand aneignen sollten.
Die eigentliche Ausführung dauerte vier Jahre. Daran waren die Absolventen der Kunsthochschule Helmut Felix Heinrichs (1930–2009), Andreas Katzy (* 1957), Eberhard Lenk, Volker Pohlenz, Matthias Steier, Walter Eisler und Dietrich Wenzel (* 1943) beteiligt. 1983 stießen sie nach und nach zu Tübke, der inzwischen schon eine kleinere Fläche als Referenz allein bemalt hatte. Auf fünf Stockwerke hohen fahrbaren Gerüsten arbeiteten die Maler über vier Jahre lang in Schichten und auch am Wochenende. Durch die ständige Überbeanspruchung seines rechten Armes kam es bei Tübke während der Arbeiten zu einem Muskelriss im Daumen, wodurch er zu längeren Pausen gezwungen wurde. Am 7. August 1987 vollendete Werner Tübke schließlich seinen Teil des Gemäldes, am 11. September beendete Lenk als letzter Mitarbeiter seine Arbeit, und am 16. Oktober setzte Werner Tübke schließlich seine Signatur auf das fertige Werk. Einer der ersten, die das Werk kurz vor seiner Fertigstellung sehen konnten, war im Herbst 1987 der Historiker Golo Mann. Er schilderte seine Eindrücke wie folgt:

„Der Schreiber dieser Zeilen hatte das Glück, den Rundbau auf dem Hügel bei Frankenhausen im Oktober des Jahres 1987 zu besuchen, einige Wochen bevor Werner Tübke, nach zwölfjähriger Arbeit, sein Werk als vollendet bezeichnete, anderthalb Jahre bevor es der Öffentlichkeit gelegentlich einer Feier zugänglich gemacht werden wird. Wir waren zu dritt, mit zwei freundlichen Erklärern. Danach durften wir noch das Ehepaar Tübke begrüßen. Der Meister war tief erschöpft, soviel spürte man, sehr erholungsbedürftig, aber glücklich wohl auch. Was konnte ich ihm sagen? Kaum mehr, als was ich in das Gästebuch schrieb: „Voll Bewunderung und Staunen.“ Betritt man das riesige Gewölbe, sieht man steil nach oben, so wird man zunächst von etwas wie Schwindel erfasst. Dann versucht man sich zu orientieren; wozu eine Stunde niemals ausreichen kann. Es ist eine Welt, die sich da auftut; Menschenwelt im ersten Drittel des 16. Jahrhunderts. Hatte der Meister Vorbilder, so waren es Maler eben jener Zeit; keineswegs die Historien-Maler des neunzehnten, die gar so schlecht auch nicht waren, mit denen sich aber jeder Vergleich verbietet. Überhaupt versagt hier das bloße Wort. Realismus? Ja, doch, der auch. Man sieht die Qual eines aufs Rad Geflochtenen. Man sieht Henker und Gehängte. Man sieht das üppige Leben, Lust und Wollust neuen, reich gewordenen Bürgertums. Stimmig ist auch hier eine Druckerwerkstatt mit von der Partie: Wirklichkeit und Symbol der neuen Großmacht. […]
Aber wer unter jener Kuppel auf dem Frankenberg steht, dem Gemälde ohne Anfang, ohne Mitte und ohne Ende, der Schau, in welcher Symbole wie der berstende Turm von Babylon oder ein Regenbogen hoch über dem Schlachtengewimmel sich mit historischen Figuren versöhnen, dem wird die Zaubermacht der Kunst für einen Moment alle Theorie als grau in grau erscheinen lassen.“

### Eröffnung
Das Jahr 1989 war anlässlich des 500. Geburtstages Thomas Müntzers von der Staatsführung zum Thomas-Müntzer-Jahr erklärt worden. Aus diesem Anlass wurde die Gedenkstätte „Frühbürgerliche Revolution in Deutschland“ mit dem monumentalen Panoramabild am 14. September des Jahres offiziell eröffnet. Zuvor waren Ausschnitte des Gemäldes bereits auf einem fünfteiligen Briefmarkensatz erschienen, den die Deutsche Post der DDR am 22. August herausgegeben hatte.
Die allerhöchste Politprominenz der DDR blieb der Einweihungsfeier fern. Als ranghöchste Politiker nahmen teil: Kulturminister Hoffmann, einer der wichtigsten Förderer des Projektes, sein Gegenspieler, der SED-Kulturverantwortliche Kurt Hager und Bildungsministerin Margot Honecker, zugleich in Vertretung ihres erkrankten Mannes Erich Honecker. Dieser kann als stiller Schirmherr des Panoramas angesehen werden.

### Urheberrecht
Als Folge einer Entscheidung des Landgerichts Erfurt im Jahr 1996 darf ein von Eberhard Lenk nach Motiven aus dem Bauernkriegspanorama für das Hotel „Reichental“ in Bad Frankenhausen gefertigtes Gemälde bis zum Ablauf der urheberrechtlichen Sperrfrist nicht gezeigt werden. In eine Postkarte des Hotels „Reichental“, die dieses Gemälde auf einem Foto abbildete, wurden daraufhin Löcher gestanzt, um dem Urteil zu folgen.

## Sonderausstellungen
Neben dem monumentalen Panoramagemälde „Frühbürgerliche Revolution in Deutschland“ präsentiert das Panorama Museum thematische Ausstellungen zum Werk von Werner Tübke sowie Sonderausstellungen weiterer Künstler und Kunstbewegungen.
- Werner Tübke – Faszination Mittelmeer, 8. Mai bis 19. September 2004
- Michael Triegel – ars combinatoria, 1. Juli bis 8. Oktober 2006
- Heinz Plank – Lebenszeichen, 24. Februar bis 28. Mai 2007
- Werner Tübke – Der Zellerfelder Altar, 15. Oktober 2007 bis 27. Januar 2008
- Horst Janssen – Es sind nur Steigerungen…, 14. Juni bis 28. September 2008
- Rolf Münzner – Grafik und Zeichnung, 28. Februar bis 1. Juni 2009
- Werner Tübke – Das Monumentalwerk Von der Skizze zur Vollendung, 28. Juni bis 11. Oktober 2009
- Erich Kissing – Mythos Sehnsucht, 27. Februar bis 6. Juni 2010
- Phantastische Kunst aus Wien, 19. Juni bis 3. Oktober 2010
- Dopo de Chirico – Metaphysische Malerei der Gegenwart in Italien, 20. Oktober 2012 bis 3. Februar 2013
- Agostino Arrivabene – Tó Páthei Máthos, 29. Juni bis 20. Oktober 2013
- Heinz Zander – Wanderungen auf vergessenen Wegen, 12. März bis 12. Juni 2016.[10]
- Werner Tübke – Von Petersburg bis Samarkand. Unter fremden Menschen, 29. Juni bis 3. November 2019[11]
- Werner Tübke – Tübke und Italien. Museum der bildenden Künste Leipzig, 7. März bis 16. Juni 2024[12]
- Werner Tübke – Anfang und Ende Zeichnungen und Aquarelle. 13. Juli bis 3. November 2024[13]

## Stimmen und Reaktionen
Vor allem wurden die überdimensionierten Ausmaße des im Auftrag der Regierung entstandenen Bildes kritisiert, da sie in keinem Verhältnis zur wirtschaftlichen Lage der DDR zu seiner Entstehungszeit stünden. Große Teile der Bevölkerung sahen das Bild zu dieser Zeit als pures Propagandamittel der Herrschenden an, die damit ihr idealisierendes Geschichtsbild von den Bauernkriegen propagieren wollten. Demgegenüber steht die Ausführung dieser Idee durch Werner Tübke, dessen Darstellungsweise eben nicht den Vorstellungen der Politiker entspricht.
Der zugehörige Rundbau hatte schon kurz nach der Errichtung verächtliche Spitznamen wie „Elefantenklo“, „Gasometer“ oder „Silo“ erhalten. Angesichts des sich fortgesetzt verschärfenden Mangels in allen Lebensbereichen stieß das millionenschwere Prestigeobjekt in der Bevölkerung auf Unverständnis und Widerstand. Kritiker führen an, dem kostspieligen Kunstprojekt seien andere Projekte in der Region zum Opfer gefallen, darunter eine Turnhalle in Sangerhausen. Diese Kritik erstreckt sich auch auf die Person des Künstlers, der – teils berechtigt – als „Staatskünstler“ von Gnaden der SED betrachtet wurde. Befürworter verweisen hingegen auf die Devisen, die Tübke dem Staat durch den internationalen Verkauf seiner Bilder eingebracht habe.
Tübke selbst äußerte sich auch nach der Wende rundum zufrieden über sein bekanntestes Werk. Er selbst sehe sich nicht als Künstler der DDR und schon gar nicht als Staatskünstler, sondern als außerhalb der DDR-Kunst stehend.

## Heutige Bedeutung
Nach dem Ende der DDR war die Zukunft des Panorama Museums infolge der bereits während der Arbeiten Tübkes entstandenen Kritik in der Bevölkerung ungewiss. Es wurde sogar eine Schließung des Museums diskutiert, die jedoch durch Sachverständige im thüringischen Kultusministerium abgewendet werden konnte.
Seit 1992 wurde das Konzept des Panorama Museums über die Präsentation des Monumentalgemäldes hinaus um ähnliche Kunstwerke einerseits und das Gesamtwerk Werner Tübkes andererseits erweitert. Hauptträger des Museums war seit der Wende der Freistaat Thüringen. Anfang 2008 wurde das Museum privatisiert und vom Verein Panorama Museum e. V. übernommen. Dem Trägerverein gehören das Land Thüringen, der Kyffhäuserkreis und die Städte Bad Frankenhausen und Sondershausen an. Das Museum wird vom Freistaat bis mindestens 2012 weiter mit jährlich knapp 1,3 Millionen Euro finanziert. Zu etwa 30 Prozent kann sich das Museum aus eigenen Einnahmen finanzieren. Mit jährlich etwa 75.000 bis 90.000 Besuchern zieht es ein so großes Publikum an wie nur noch wenige andere Gemälde in Deutschland.
Neben Ankäufen bilden Schenkungen einen weiteren wichtigen Teil der Sammlung. Zwei bedeutende Schenkungen sind die Sammlung Albert-Leo Troost und Fabius von Gugel. Der Kaufmann und Grafiksammler Albert Leo Troost (1930–2001), in Düsseldorf aufgewachsen, verkehrte in Künstlerkreisen in Düsseldorf und Prag. Er schenkte 2001 dem Panoramamuseum 140 teils großformatige Grafiken bedeutender tschechischer und slowakischer Künstler. 2004 bildeten diese Arbeiten den Kern der Museumsausstellung „Das innere Gesicht... Meisterwerke tschechischer und slowakischer Grafik“. Der Schenkung Fabius von Gugel ging eine Sonderausstellung des Künstlers im Panorama Museum 1998 voraus. Nach der Exposition entschloss sich der Künstler, dem Panorama Museum einen Großteil seines malerischen und grafischen Werkes zu übereignen.
Das Panorama Museum wurde als einer von 20 „kulturellen Gedächtnisorten“ in den Neuen Ländern in das Blaubuch der Bundesregierung aufgenommen.

## Dokumentarfilme
- 1987: Tübkes theatrum mundi. Dokumentarfilm, DDR, 60 Min., Produktion: DEFA, Text: Günter Meißner, (dokumentiert die Entstehungszeit von Museum und Gemälde mit einer einführenden Bildinterpretation).
- 1988: Schlacht am Bild. Dokumentarfilm, DDR, 20 Min., Regie: Ted Tetzke, Produktion: DEFA, (Dokumentation der Entstehung des Monumentalbildes mit Interviewpassagen von Werner Tübke).
- 1991: Werner Tübke. Vom Abenteuer der Bildfindung. Fernseh-Reportage, Deutschland, 60 Min., Regie: Reiner E. Moritz, Produktion: RM Arts, (der Filmtitel verwendet einen Begriff aus Tübkes Aufsatz von 1985).
- 2012: Tübkes Welttheater – 25 Jahre Bauernkriegspanorama. Dokumentarfilm, Deutschland, 29:30 Min., Buch und Regie: Daniel Baumbach, Produktion: MDR, Erstausstrahlung: 16. Oktober 2012 beim MDR, Inhaltsangabe vom MDR, (Memento vom 19. Oktober 2012 im Internet Archive).
- 2017: Bauernkriegspanorama Bad Frankenhausen – Das Jahrhundertwerk des Werner Tübke. Dokumentarfilm, Deutschland, 29:27 Min., Buch und Regie: Daniel Baumbach, Produktion: MDR, Reihe: Der Osten – Entdecke wo du lebst, Erstausstrahlung: 7. März 2017 im MDR Fernsehen, Inhaltsangabe vom MDR.